# 海门路
海门路是中華人民共和國上海市虹口區的一條道路，共分兩段，北段北起高陽路，南至公平路與東餘杭路交界處。南段北起昆明路，南至東大名路。道路全長830米，原址為下海浦。1899年，公共租界工部局開始填埋下海浦，下海浦的一段河道被改建為茂海路，路名原本擬定為慕维廉路（William Muirhead Road），路名來自於传教士慕维廉。但後來取Muirhead的諧音「茂」與下海浦的「海」字定名為茂海路。1943年更名為海門路，路名來自於江蘇海門。